# Chi-Hua Salinas Sung
Chi-Hua Salinas Sung (xinès: 宋智華; Tocopilla, 10 de juliol de 1989) és un fotògraf xilè i taiwanès que d'ençà del 2014 resideix al País Valencià. És especialista en comunicació i es centra en el sector de la cultura i les arts, a més de lluitar per la normalització del català.

## Formació
Del 2009 al 2015, Salinas va estudiar Arts Visuals i Fotografia a la Universitat d'Arts, Ciències i Comunicació de Xile. El 2014, va anar a València a estudiar un Màster en Fotografia de la Universitat Politècnica de València i es va llençar a aprendre valencià, en què finalment va obtindre el nivell C1. Tot seguit, va fer-hi un Màster en Direcció de Màrqueting i Comunicació Empresarial, i després va assistir a un curs extensiu de promoció del català de la Universitat de Barcelona.

## Carrera
Va ser seleccionat per a formar part de la Mostra Itinerant Iberoamericana Saltando Muros 2013–2015 a Mèxic, juntament amb Nicolás Combarro i Raphael Alves, entre d'altres.
Alguna de la seva obra ha girat entorn del folklore xilè, Taiwan en tant que el país per part de mare, la comunitat xinesa de Xile, i el valencianisme i la normalització del català.
A més de treballar en el camp de la fotografia, ho ha fet com a community manager en els sectors empresarials i editorial, incloent-hi llibreries.

## Activisme lingüístic
Reivindica que els valencians parlin la llengua pròpia amb els immigrants per tal que aquests es puguin integrar adientment. Ha fotografiat, entre d'altres, la commemoració de la Diada Nacional del País Valencià, i una jornada sobre la llengua i la seva presència a la societat, organitzada l'any 2019 per la revista Mirall i la Plataforma per la Llengua.
| « | Jo crec que el més difícil al final és fer entendre a la gent valencianoparlant que faça servir el valencià amb nosaltres: amb la gent nouvinguda o amb la gent que de normal fa vida en castellà. Cal fer un esforç per canviar la lògica perquè més d'algun vol viure també en valencià i fer ús de la llengua, que és un tresor que cal cuidar. | » |
| — Chi-Hua Salinas Sung, «Com Chi-Hua Salinas ha après el valencià» de la Universitat Politècnica Televisió. | |   |